# Mengen (Duitsland)
Mengen is een plaats in de Duitse deelstaat Baden-Württemberg, gelegen in het Landkreis Sigmaringen. De stad telt 9.876 inwoners.

## Geografie
Mengen heeft een oppervlakte van 49,80 km² en ligt in het zuidwesten van Duitsland.

## Stadsdelen

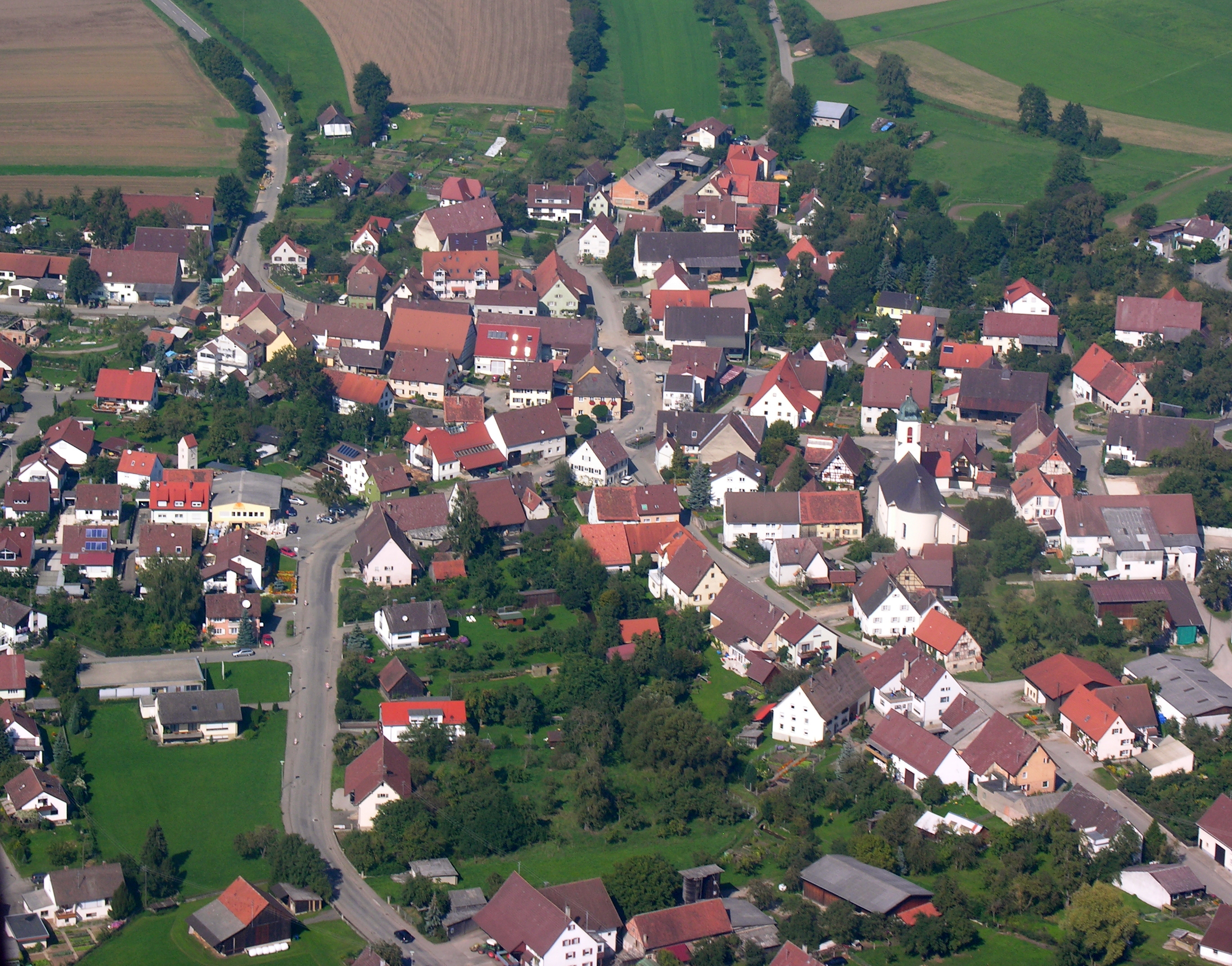
Blochingen

- Mengen (Kernstadt)
- Beuren
- Blochingen
- Ennetach
- Rosna
- Rulfingen

Bad Saulgau ·
Beuron ·
Bingen ·
Gammertingen ·
Herbertingen ·
Herdwangen-Schönach ·
Hettingen ·
Hohentengen ·
Illmensee ·
Inzigkofen ·
Krauchenwies ·
Leibertingen ·
Mengen ·
Meßkirch ·
Neufra ·
Ostrach ·
Pfullendorf ·
Sauldorf ·
Scheer ·
Schwenningen ·
Sigmaringen ·
Sigmaringendorf ·
Stetten am kalten Markt ·
Veringenstadt ·
Wald